# Cape Barren Island
Cape Barren Island (nome aborigeno Truwana) è un'isola del gruppo delle Furneaux in Tasmania (Australia). L'isola appartiene alla municipalità di Flinders una delle Local Government Area della Tasmania. La popolazione dell'isola era di 66 persone nel 2016; la maggior parte di loro, una comunità aborigena di discendenza mista, si trova nell'insediamento chiamato anche The Corner, sulla costa nord-occidentale dell'isola.
Il punto sud-orientale dell'isola fu chiamato Cape Barren da Tobias Furneaux, capitano della HMS Adventure, nel marzo 1773 durante le esplorazioni del secondo viaggio di James Cook nel Pacifico.

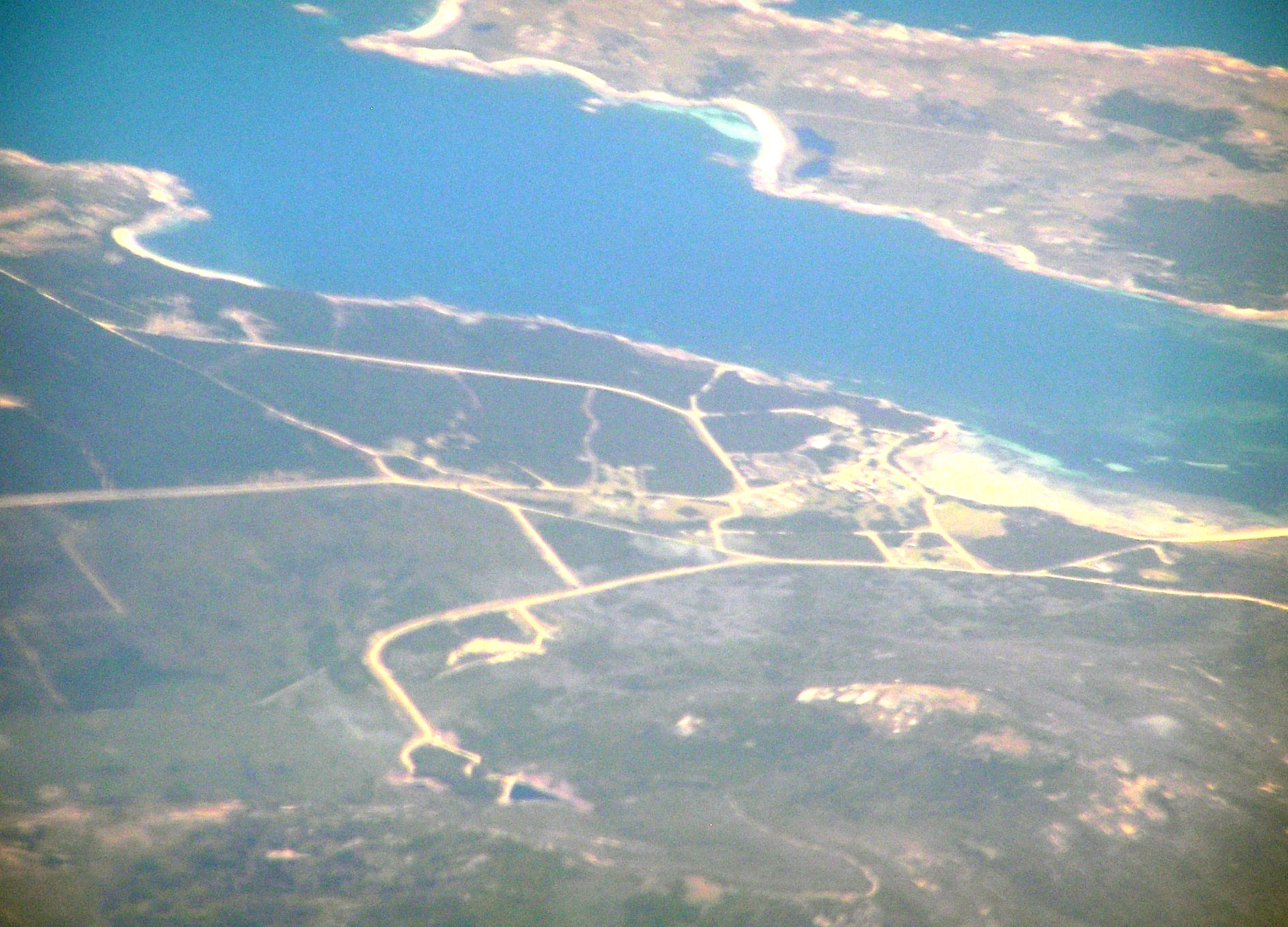
L'insediamento di Cape Barren (The Corner)

## Geografia
L'isola si trova nello stretto di Bass che divide l'isola di Tasmania dall'Australia, a nord di Cape Portland, la punta nord-est della Tasmania. Cape Barren è situata tra Flinders Island (la maggiore delle Furneaux), da cui è divisa dal Franklin Sound, e Clarke Island; a nord-ovest si trova il gruppo di Badger Island e, tra Cape Barren e Flinders, ci sono altre isole minori tra cui Vansittart Island e Great Dog Island.
Cape Barren ha una superficie di 478,4 km² e l'altezza massima, di 715 m, è quella del monte Munro.

### Fauna
Prende il nome dall'isola l'oca di Capo Barren, diffusa nell'Australia sud-orientale e in Tasmania.